# Musée des Beaux-Arts (Lyon)

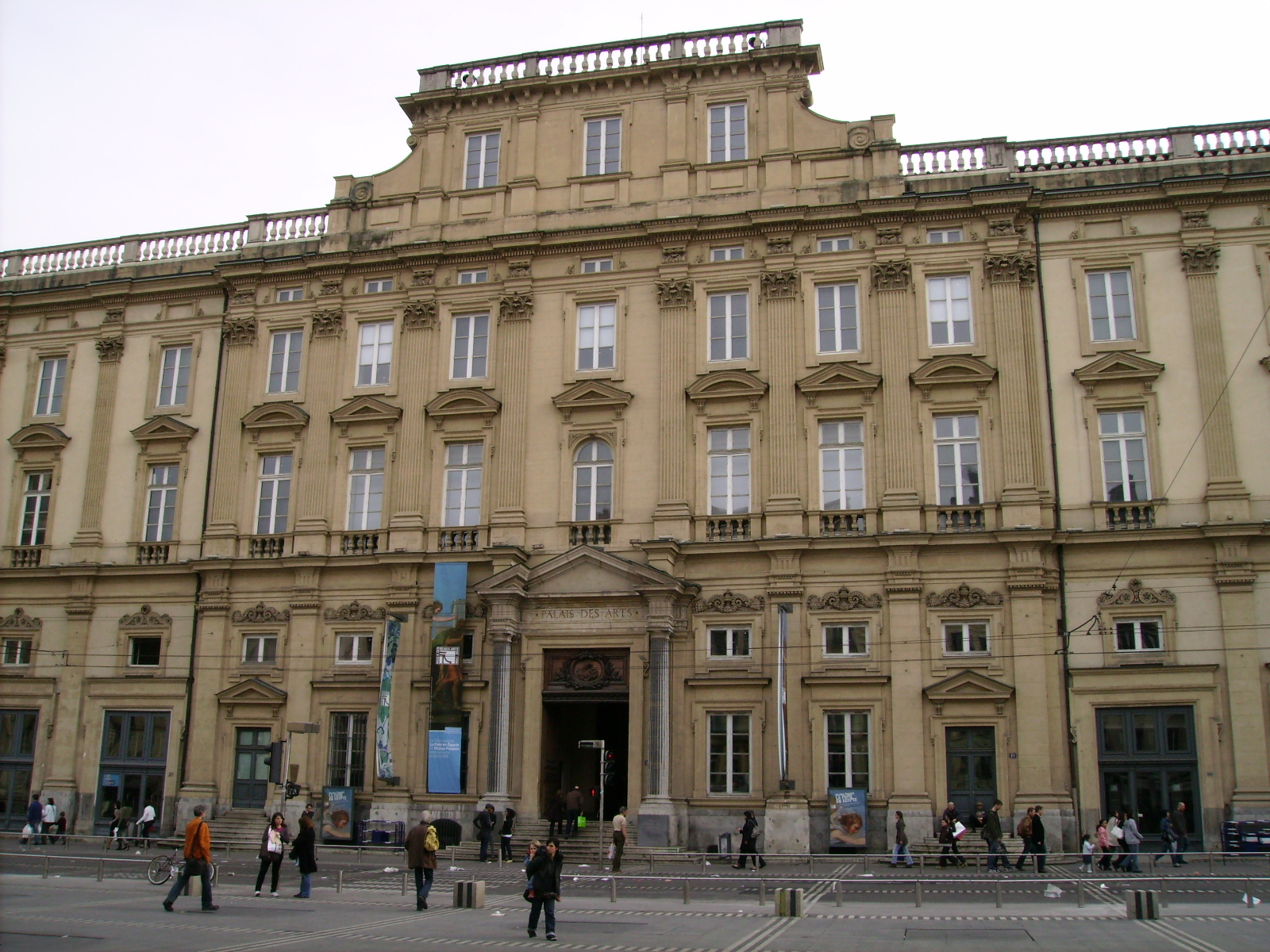
Das Musée des Beaux-Arts

Das Musée des Beaux-Arts ist ein 1801 eröffnetes Kunstmuseum in Lyon. Das Museum geht auf den sogenannten Chaptal-Erlass der Zeit Napoleon Bonapartes zurück und befindet sich an der Place des Terreaux in einer alten Abtei der Benediktiner, die im Zuge der Französischen Revolution aufgelöst wurde. In 70 Galerien wird die Sammlung des Museums präsentiert. Diese umfasst Antiquitäten, Kunstwerke und Münzen aus verschiedensten Epochen vom Alten Ägypten bis hin zur Moderne. 2007 wurde das Museum von 242.000 Kunstinteressierten besucht.

## Geschichte
Bis 1792 war das Museumsgebäude eine Abtei, deren Äbtissinnen aus dem hohen französischen Adel stammten. Aufgrund der Bedeutung der Abtei finanzierte Ludwig der XIV. im 17. und 18. Jahrhundert größere Renovierungsarbeiten. Diesen Arbeiten sind die barocken Elemente des Gebäudes geschuldet. Infolge der Französischen Revolution wurden die Nonnen aus der Abtei vertrieben. Danach wurde in dem Gebäude das Palais du Commerce et des Arts untergebracht, in dem erst aus kirchlichem Besitz beschlagnahmte Werke gesammelt wurden. Mit der Zeit wurden auch archäologische und naturkundliche Objekte aufgenommen. 1805 wurde in dem Gebäude zudem eine Zeichenschule gegründet, um Musterzeichner für die in Lyon ansässige Seidenindustrie auszubilden. Im Jahr 1860 wurde in dem Gebäude anstelle der bisherigen Nutzung das Palais des Arts eingerichtet. In der Folge wurde die Sammlung stark erweitert. Zu Beginn des 20. Jahrhunderts wurde die Sammlung immer größer und vielfältiger. Zudem wurde der Name der Institution in Musée des Beaux-Arts umbenannt. Von 1988 bis 1998 wurde das Museumsgebäude einer Generalsanierung unterzogen. Die ehemalige Abteikirche St-Pierre ist Teil des Museums.

## Sammlung
Die Gemäldesammlung umfasst Gemälde des 15. und 16. Jahrhunderts von italienischen Künstlern wie Perugino und Veronese. Aus dem 17. Jahrhundert sind zum Beispiel die Spanier Antonio de Pereda und Francisco de Zurbarán, sowie die Franzosen Simon Vouet, Philippe de Champaigne und Eustache Lesueur vertreten. Neben dem Frühwerk Die Steinigung des heiligen Stephanus von Rembrandt van Rijn sind unter anderem Werke von Peter Paul Rubens zu sehen. Die Sammlung von Gemälden des 19. und frühen 20. Jahrhunderts umfasst Werke von Théodore Géricault, Eugène Delacroix, Édouard Manet (Stehende Dame zwischen Blumen, Junge Frau mit Pelerine), Paul Gauguin und Georges Braque. Unter anderem ist auch Claude Monets Werk Stürmisches Meer bei Etretat zu sehen. Beispiele der Malerei des 20. Jahrhunderts sind Werke von Jean Bertholle, Jean Le Moal, Alfred Manessier und Gustave Singier. Durch das Vermächtnis der Schauspielerin Jacqueline Delubac kamen 1997 zudem Werke von Georges Rouault, Joan Miró, Jean Dubuffet, Francis Bacon, Pablo Picasso, Bernard Buffet, Raoul Dufy, Hans Hartung und Jean Fautrier in die Sammlung.

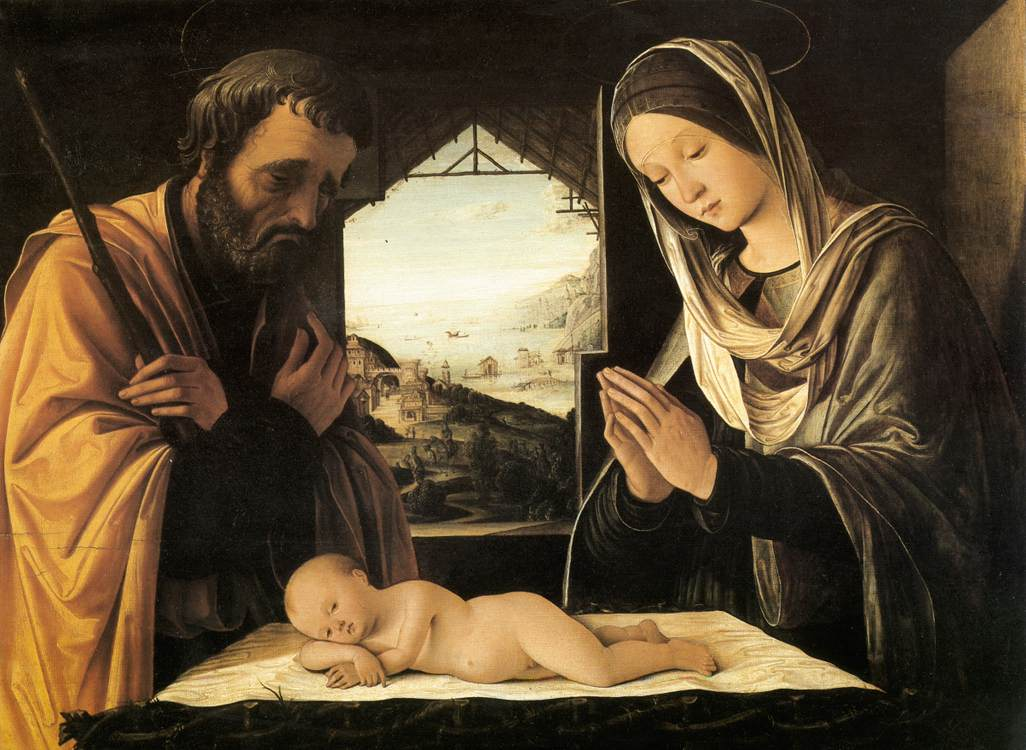
Christi Geburt von Lorenzo Costa, 1490
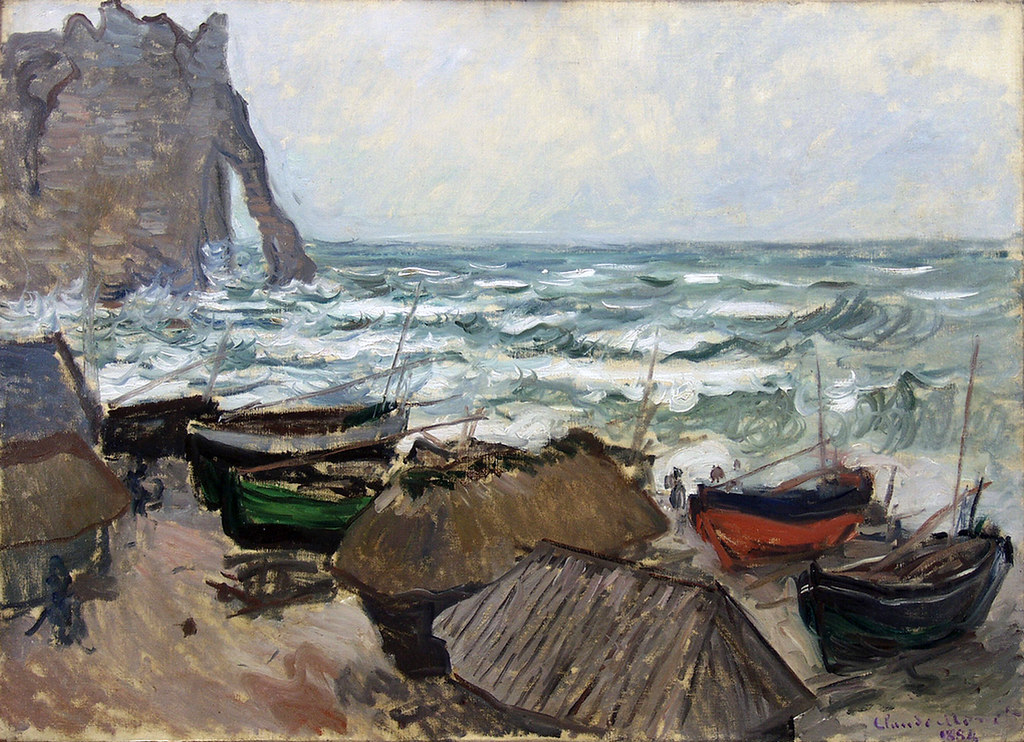
Stürmisches Meer bei Etretat von Claude Monet, 1883
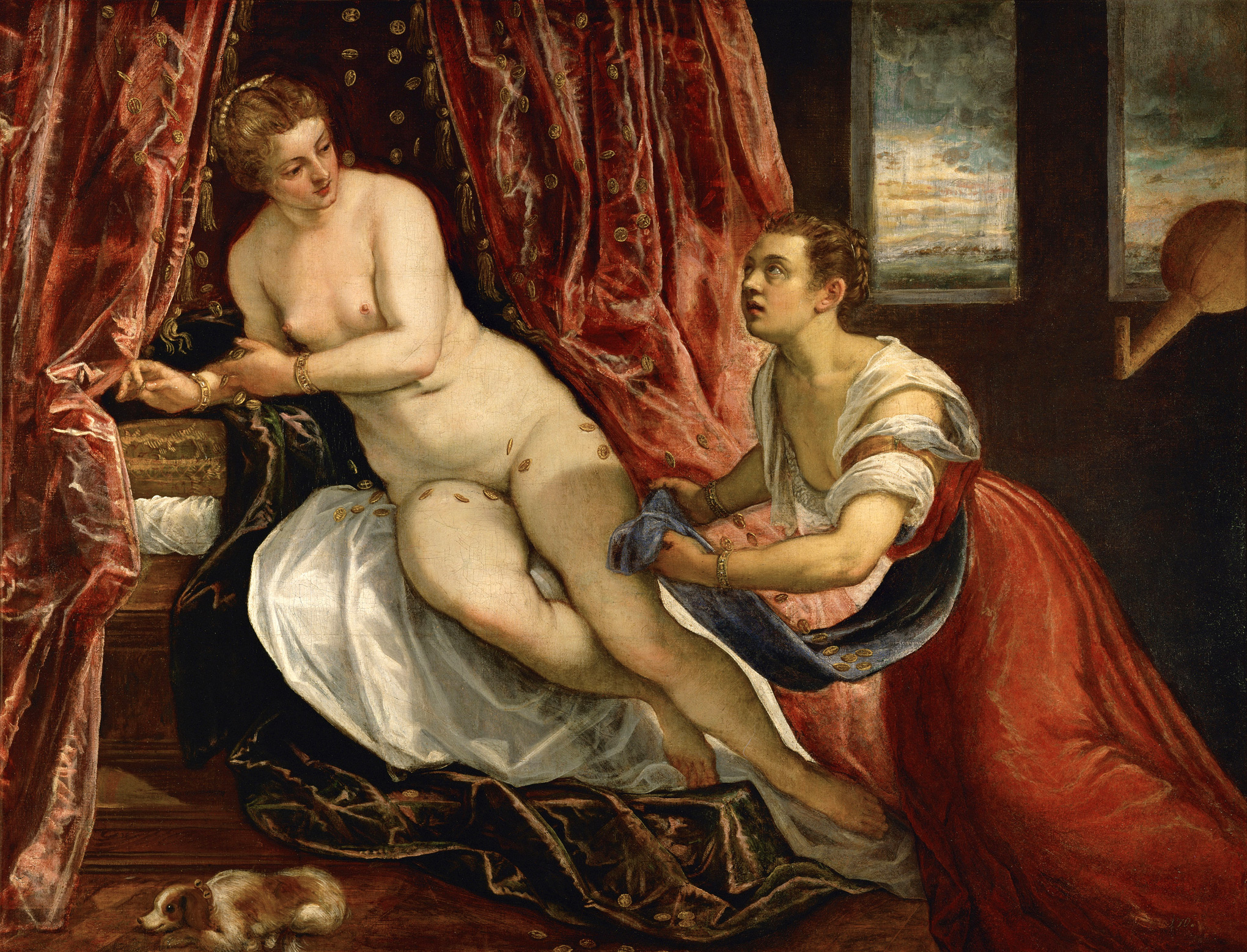
Danae von Tintoretto, 1570
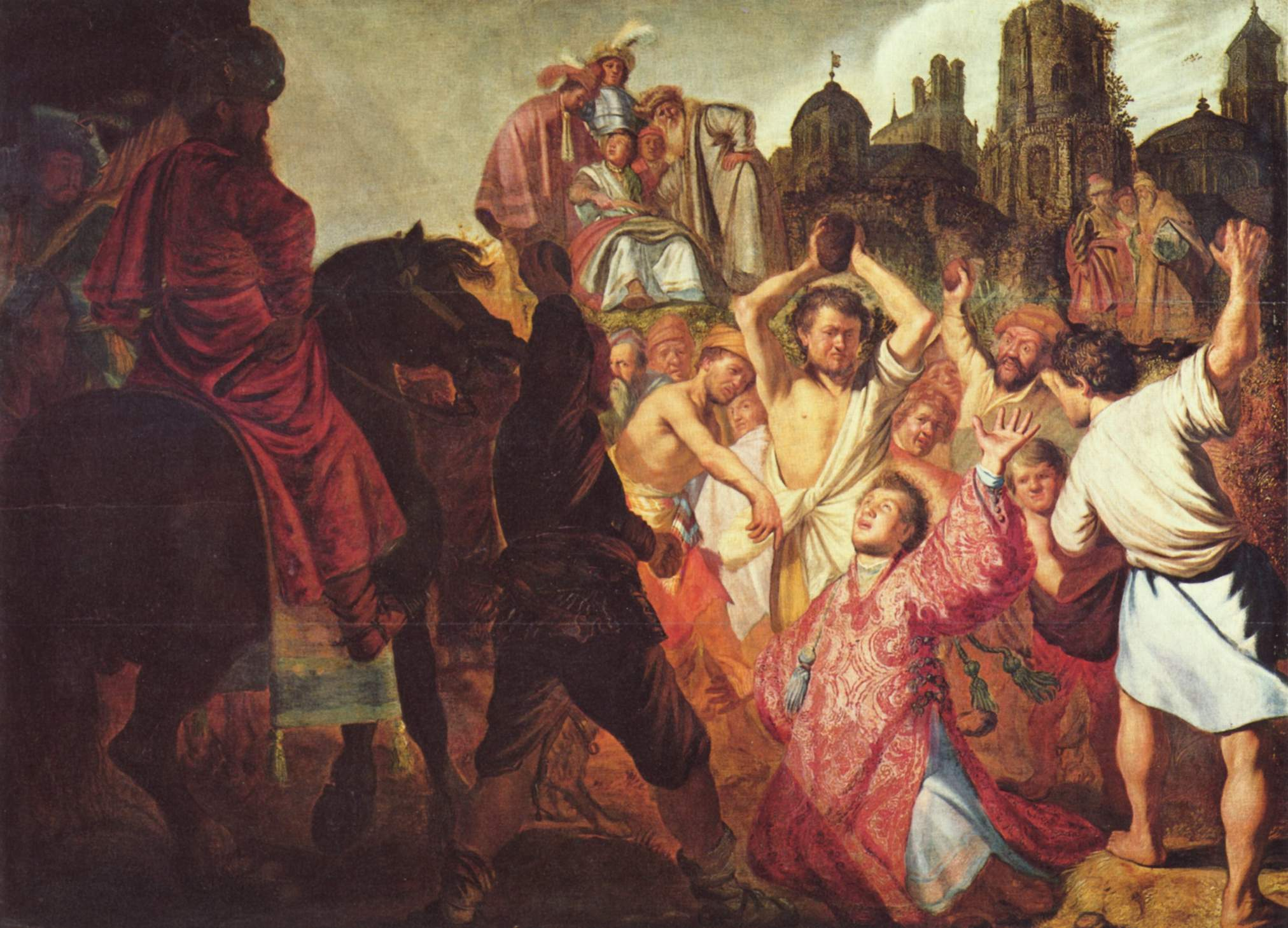
Die Steinigung des heiligen Stephanus von Rembrandt van Rijn, 1625
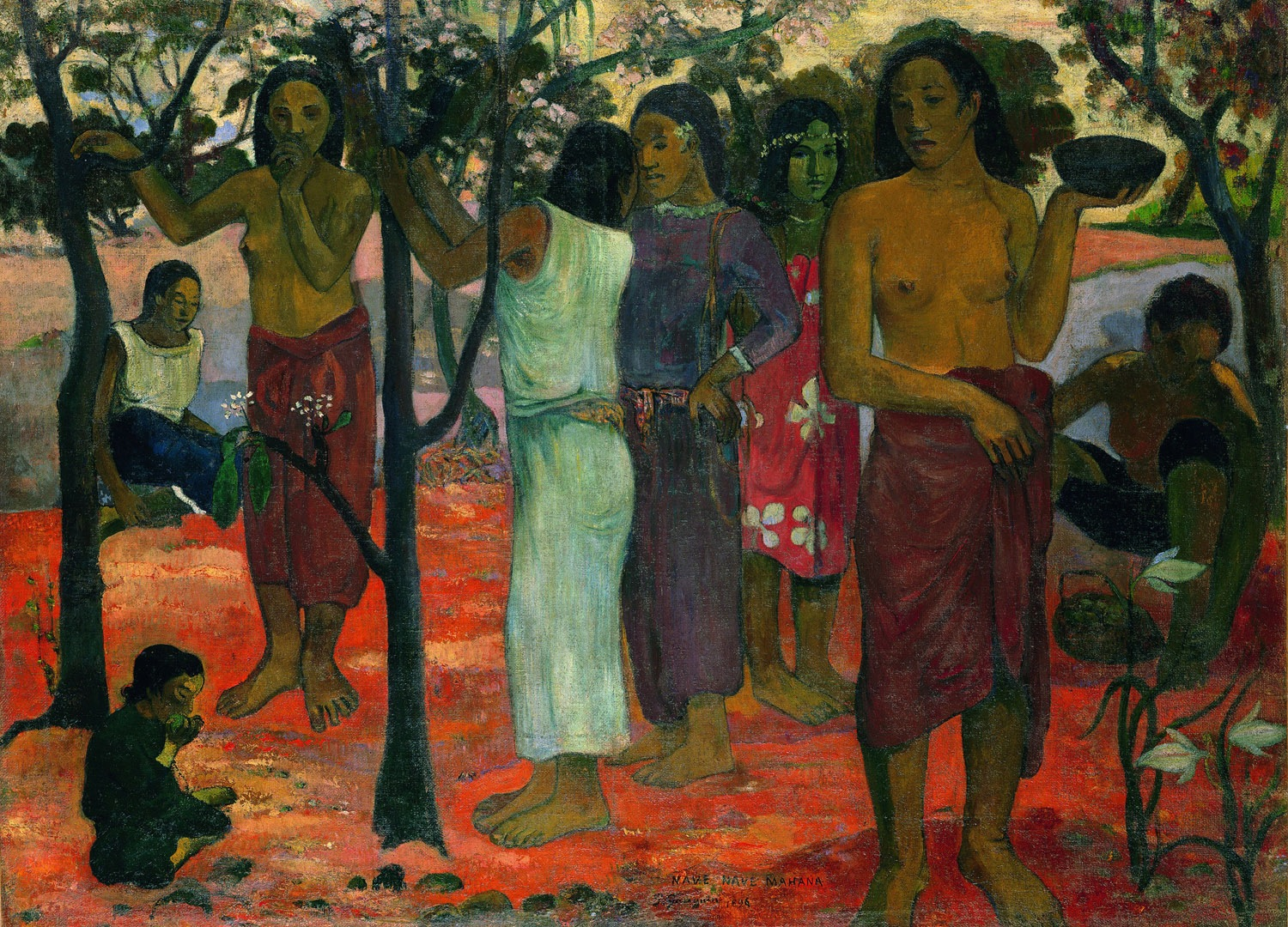
Nave Nave Mahana (Herrliche Tage) von Paul Gauguin, 1896

Die Sammlung von Objekten aus dem Alten Ägypten basiert auf einer Schenkung von etwa 400 Stücken aus dem Louvre in Paris. Eine weitere bedeutende Schenkung waren 1000 Objekte von der Familie Victor Lorets, der ein bedeutender französischer Ägyptologe war. Bedeutende Stücke der Sammlung sind Sarkophage und die Tore von Ptolemaios III. und Ptolemaios IV. des Tempels von al-Madamud. Daneben sind Kanopen, Reliefs und Stelen zu sehen. Hinzu kommen religiöse und kultische Objekte sowie Alltagsgegenstände.

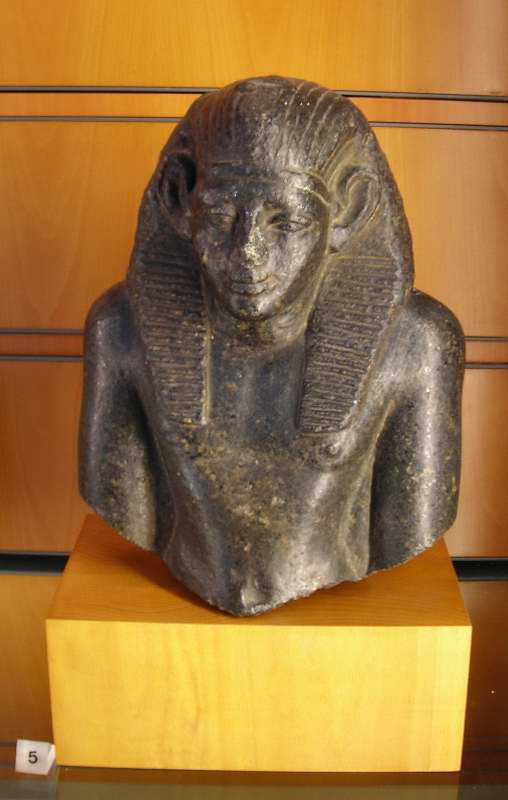
Büste eines Pharaos aus dem Mittleren Reich
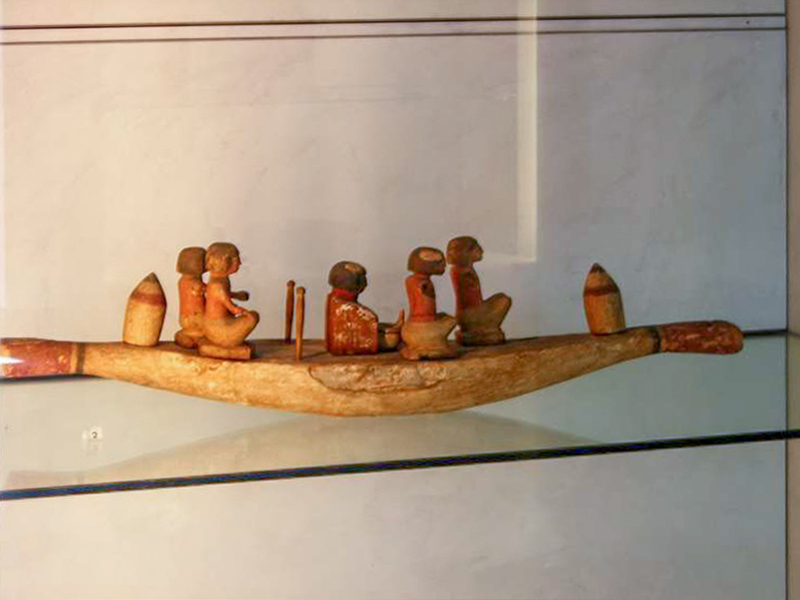
Bootsmodel aus der 12. Dynastie
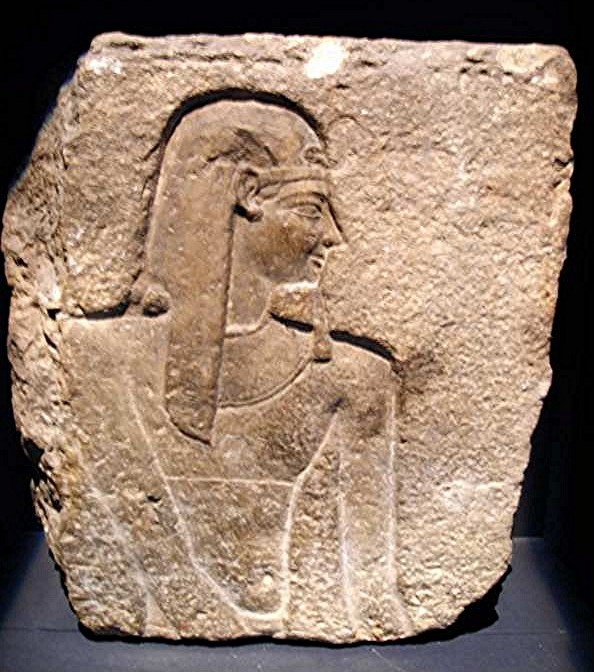
Fragment eines Reliefs vom Tempel der Kleopatra VII. und Ptolemaios XV.

Weitere Sammlungsgebiete des Museums sind Objekte aus Sumer und Babylon, die Antike, Islamische Kunst, Grafik, Numismatik, Angewandte Kunst und Skulpturen. Die Skulpturenabteilung zeigt z. B. Werke von Antoine Bourdelle, Laurent Marqueste, James Pradier und Auguste Rodin in der zur Glyptothek umgewandelten ehemaligen Abteikapelle.